# ۵۱۳ (پیش از میلاد)
۵۱۳ (پیش از میلاد) ۵۱۳مین سال قبل از تقویم میلادی است.